# Robson da Silva
Robson da Silva (n. 4 septembrie 1964, Rio de Janeiro, Rio de Janeiro, Brazilia) este un atlet ce a reprezentat Brazilia, medaliat olimpic. A participat la 4 ediții ale Jocurilor Olimpice (1984, 1988, 1992, 1996) în care a câștigat două medalii de bronz în probele de 200 m și 4x100 m.

## Palmares
| An   | Competiție                                   | Locație                     | Loc | Eveniment | Note    |
| ---- | -------------------------------------------- | --------------------------- | --- | --------- | ------- |
| 1979 | Campionatul Sud-American de Juniori (sub 18) | Cochabamba, Bolivia         | 2   | 100 m     | 11,0 s  |
| 1979 | Campionatul Sud-American de Juniori (sub 18) | Cochabamba, Bolivia         | 3   | 200 m     | 22,6 s  |
| 1979 | Campionatul Sud-American de Juniori (sub 18) | Cochabamba, Bolivia         | 1   | 4 × 100 m | 43.1 s  |
| 1981 | Campionatul Sud-American de Juniori (sub 20) | Rio de Janeiro, Brazilia    | 1   | lungime   | 7,40    |
| 1982 | Campionatul Panamerican de Juniori           | Barquisimeto, Venezuela     | 1   | 100 m     | 10,34   |
| 1982 | Campionatul Panamerican de Juniori           | Barquisimeto, Venezuela     | 5   | lungime   | 7,23 m  |
| 1982 | Campionatul Panamerican de Juniori           | Barquisimeto, Venezuela     | 4   | 4 × 100 m | 3:28,03 |
| 1983 | Campionatul Sud-American de Juniori (sub 20) | Medellín, Columbia          | 1   | 100 m     | 10,49   |
| 1983 | Campionatul Sud-American de Juniori (sub 20) | Medellín, Columbia          | 1   | 200 m     | 21,10   |
| 1983 | Campionatul Mondial                          | Helsinki, Finlanda          | 30  | 100 m     | 10,66   |
| 1983 | Jocurile Panamericane                        | Caracas, Venezuela          | 8   | 200 m     | 21,07   |
| 1983 | Jocurile Panamericane                        | Caracas, Venezuela          | 3   | 4 × 100 m | 39,08   |
| 1984 | Jocurile Olimpice                            | Los Angeles, Statele Unite  | 13  | 200 m     | 20,80   |
| 1984 | Jocurile Olimpice                            | Los Angeles, Statele Unite  | 8   | 4 × 100 m | 39,27   |
| 1985 | Campionatul Sud-American                     | Santiago, Chile             | 2   | 100 m     | 10,45   |
| 1985 | Campionatul Sud-American                     | Santiago, Chile             | 1   | 200 m     | 20,70   |
| 1985 | Campionatul Sud-American                     | Santiago, Chile             | 1   | 4 × 100 m | 40,00   |
| 1985 | Cupa Mondială                                | Canberra, Australia         | 1   | 200 m     | 20,44   |
| 1985 | Cupa Mondială                                | Canberra, Australia         | 2   | 4 × 100 m | 38,31   |
| 1987 | Campionatul Mondial în sală                  | Indianapolis, Statele Unite | 3   | 200 m     | 20,92   |
| 1987 | Jocurile Panamericane                        | Indianapolis, Statele Unite | 2   | 200 m     | 20,49   |
| 1987 | Jocurile Panamericane                        | Indianapolis, Statele Unite | 4   | 4 × 100 m | 39,85   |
| 1987 | Campionatul Mondial                          | Roma, Italia                | 26  | 100 m     | 10,53   |
| 1987 | Campionatul Mondial                          | Roma, Italia                | 4   | 200 m     | 20,22   |
| 1987 | Campionatul Mondial                          | Roma, Italia                | 9   | 4 × 100 m | 39,22   |
| 1987 | Campionatul Sud-American                     | São Paulo, Brazilia         | 1   | 100 m     | 10,39   |
| 1987 | Campionatul Sud-American                     | São Paulo, Brazilia         | 1   | 200 m     | 21,04   |
| 1987 | Campionatul Sud-American                     | São Paulo, Brazilia         | 1   | 4 × 100 m | 40,17   |
| 1988 | Jocurile Olimpice                            | Seul, Coreea de Sud         | 5   | 100 m     | 10,11   |
| 1988 | Jocurile Olimpice                            | Seul, Coreea de Sud         | 3   | 200 m     | 20,04   |
| 1989 | Campionatul Mondial în sală                  | Budapesta, Ungaria          | 6   | 200 m     | DS      |
| 1989 | Campionatul Sud-American                     | Medellín, Colombia          | 1   | 200 m     | 20,44   |
| 1989 | Universiada                                  | Duisburg, Germania de Vest  | 1   | 200 m     | 20,33   |
| 1989 | Cupa Mondială                                | Barcelona, Spania           | 1   | 200 m     | 20,00   |
| 1990 | Jocurile Goodwill                            | Seattle, Statele Unite      | 2   | 200 m     | 20,77   |
| 1991 | Campionatul Sud-American                     | Manaus, Brazilia            | 1   | 100 m     | 10,18   |
| 1991 | Campionatul Sud-American                     | Manaus, Brazilia            | 1   | 200 m     | 20,79   |
| 1991 | Campionatul Sud-American                     | Manaus, Brazilia            | 1   | 4 × 100 m | 39,90   |
| 1991 | Jocurile Panamericane                        | Havana, Cuba                | 1   | 100 m     | 10,32   |
| 1991 | Jocurile Panamericane                        | Havana, Cuba                | 1   | 200 m     | 20,15   |
| 1991 | Campionatul Mondial                          | Tokio, Japonia              | 7   | 100 m     | 10,12   |
| 1991 | Campionatul Mondial                          | Tokio, Japonia              | 4   | 200 m     | 20,49   |
| 1992 | Jocurile Olimpice                            | Barcelona, Spania           | 9   | 100 m     | 10,32   |
| 1992 | Jocurile Olimpice                            | Barcelona, Spania           | 4   | 200 m     | 20,45   |
| 1992 | Jocurile Olimpice                            | Barcelona, Spania           | 4   | 4 × 400 m | 3:01,61 |
| 1992 | Cupa Mondială                                | Havana, Cuba                | 4   | 100 m     | 10,4    |
| 1992 | Cupa Mondială                                | Havana, Cuba                | 1   | 200 m     | 20,56   |
| 1992 | Cupa Mondială                                | Havana, Cuba                | 2   | 4 × 100 m | 38,51   |
| 1993 | Campionatul Sud-American                     | Lima, Peru                  | 1   | 100 m     | 10,58   |
| 1993 | Campionatul Sud-American                     | Lima, Peru                  | 1   | 200 m     | 20,90   |
| 1993 | Campionatul Mondial                          | Stuttgart, Germania         | 15  | 200 m     | DS      |
| 1994 | Cupa Mondială                                | Londra, Marea Britanie      | 4   | 4 × 100 m | 39,39   |
| 1995 | Jocurile Panamericane                        | Mar del Plata, Argentina    | 4   | 200 m     | 20,60   |
| 1995 | Jocurile Panamericane                        | Mar del Plata, Argentina    | 7   | 4 × 100 m | 40,07   |
| 1995 | Campionatul Sud-American                     | Manaus, Brazilia            | 1   | 100 m     | 10,29   |
| 1995 | Campionatul Sud-American                     | Manaus, Brazilia            | 1   | 200 m     | 20,54   |
| 1995 | Campionatul Sud-American                     | Manaus, Brazilia            | 1   | 4 × 100 m | 39,42   |
| 1995 | Campionatul Mondial                          | Göteborg, Suedia            | 9   | 100 m     | 10,20   |
| 1995 | Campionatul Mondial                          | Göteborg, Suedia            | 4   | 200 m     | 20,21   |
| 1995 | Campionatul Mondial                          | Göteborg, Suedia            | 6   | 4 × 100 m | 39,35   |
| 1996 | Jocurile Olimpice                            | Atlanta, Statele Unite      | 24  | 200 m     | 20,65   |
| 1996 | Jocurile Olimpice                            | Atlanta, Statele Unite      | 3   | 4 × 100 m | 38,41   |
| 1997 | Campionatul Mondial                          | Atena, Grecia               | 6   | 4 × 100 m | 38,48   |

1. ↑  Sportivul a participat doar la calificări.